# Marchburn (rivière)
Pour les articles homonymes, voir Marshburn.
Marchburn  (en anglais : Marchburn River) est une rivière de la région de Marlborough, dans l’Île du Sud de la Nouvelle-Zélande.